# 查馬卡爾縣
30°21′33″S 66°17′48″W / 30.35917°S 66.29667°W
查馬卡爾縣（西班牙語：Departamento Chamical），是阿根廷的縣份，位於該國西部拉里奧哈省，首府設於查馬卡爾，面積5,549平方公里，該地區的地震活動頻繁和低強度，2010年人口14,160，人口密度每平方公里2.55人。